# Gwardia Narodowa (Galicja)

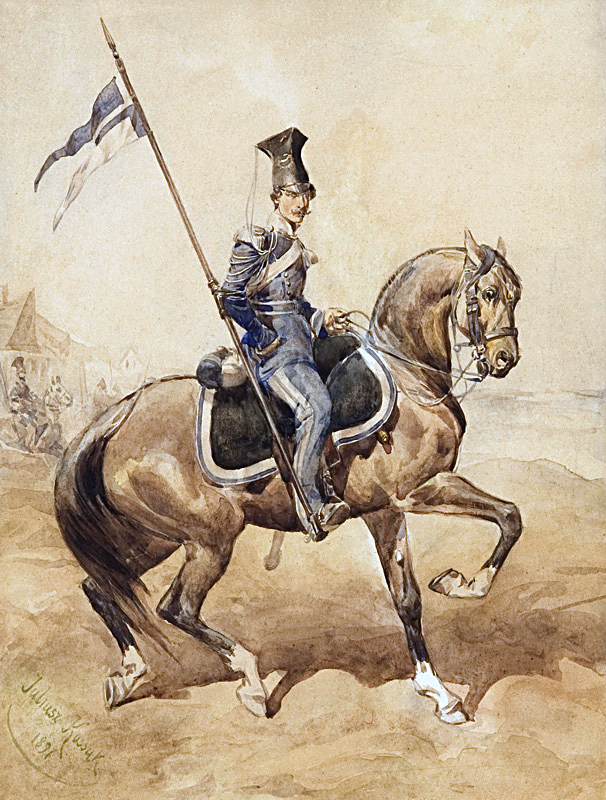
Ułan Gwardii Narodowej we Lwowie z 1848 na ilustracji Juliusza Kossaka

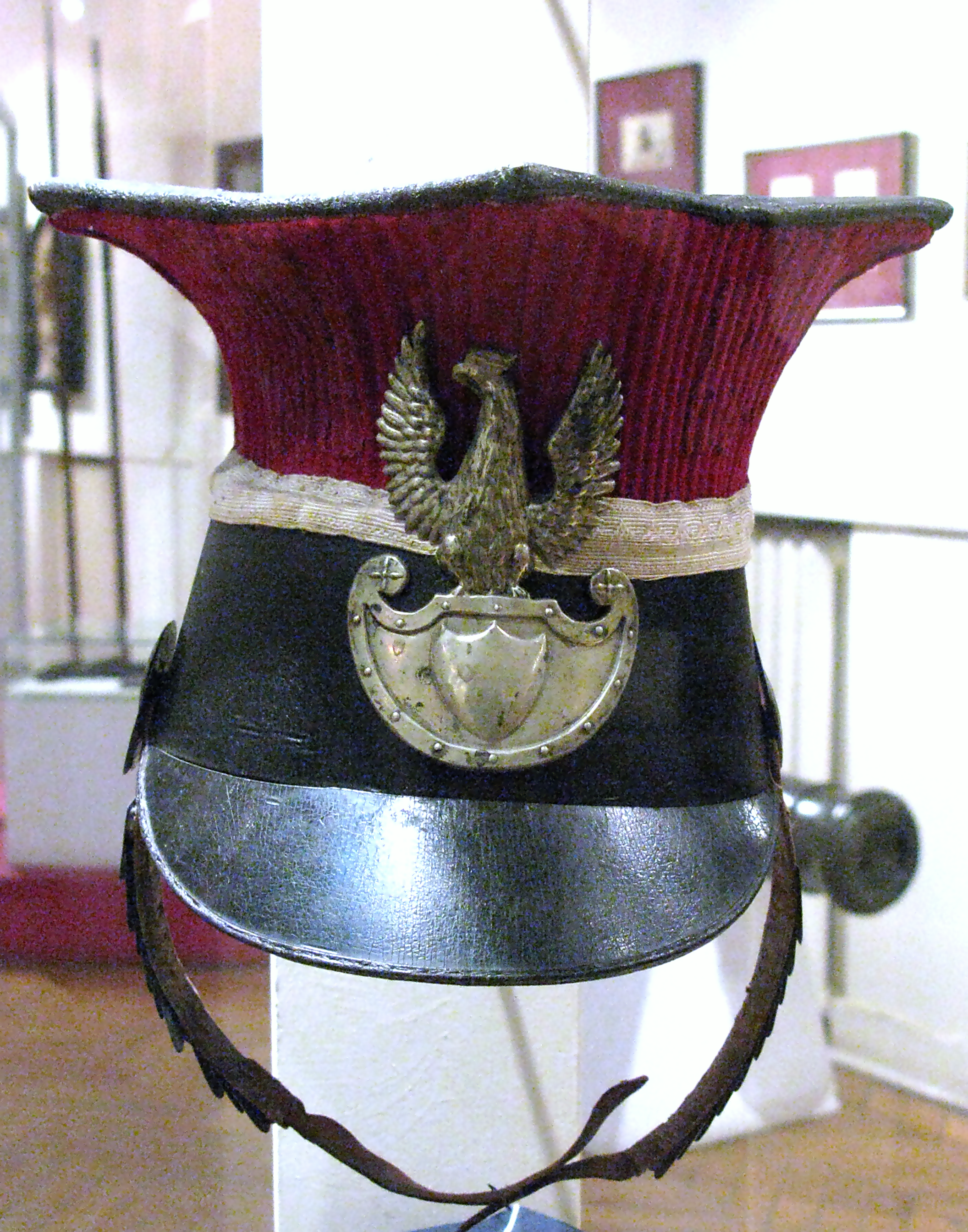
Czako członka Gwardii Narodowej we Lwowie w 1848 roku

Gwardia Narodowa – obywatelska ochotnicza formacja wojskowa, utworzona w marcu 1848 w Królestwie Galicji i Lodomerii.
Pod koniec kwietnia 1848 w Krakowie doszło do starć Gwardii Narodowej z armią austriacką. W tym samym czasie zablokowano stacjonujące w podlwowskich miasteczkach oddziały Gwardii Narodowej (4000 piechoty, pułk kawalerii, sześć dział).
W samym Lwowie Gwardia liczyła 2000 żołnierzy pod dowództwem generała Józefa Bonawentury Załuskiego. Po jego dymisji naczelnikiem został Roman Wybranowski (pułkownik, awansowany przez cesarza do stopnia generała majora). Dowódcą 10 kompanii GN we Lwowie był Tytus Peszyński.
Została rozwiązana w listopadzie tego samego roku, po ostrzale artyleryjskim Lwowa (2 listopada).